# 真ゲッターロボ 世界最後の日
『真ゲッターロボ 世界最後の日』（チェンジ!! ゲッターロボ せかいさいごのひ）は、1998年に発売されたOVA。全13話、VHSおよびLD全7巻、DVD全4巻。EMOTIONレーベル25周年の年にあたる2007年4月25日に、リマスター版DVD-BOXが発売され、2009年にはUMD Videoとしても発売された（全4巻、I・IIは5月26日、III・IVは6月26日発売）。2010年9月24日にはBlu-ray BOXが発売された。
2008年7月5日からBS11デジタルの『ANIME+』枠で放送された。

## 概要
『ゲッターロボ』シリーズ初のOVA作品。またEMOTIONレーベル15周年記念作品でもあり、アニメーション制作であるブレインズ・ベースの処女作。VHSおよびLDは1話あたり1500円という、新作OVAとしては異例の低価格で発売された。バンダイビジュアルのDVDデビュー作。ロボットアニメのクロスオーバー作品「スーパーロボット大戦シリーズ」がヒットし、『ゲッターロボ』も過去のテレビアニメや漫画に触れていないであろう低年齢層からの認知度も高かったところから、本作の企画は始動する。内容は漫画版を元にし、過去作品のキャラクターやメカニックを利用しているが、ストーリーのつながりはない。過去作品に登場した敵組織「恐竜帝国」や「百鬼帝国」などは登場せず、宇宙からきた未知の生命体「インベーダー」が敵となっている。
外伝ストーリーとして、原作漫画『真ゲッターロボ』に収録された「クレーターバトル」と、ドラマCD「真ゲッターロボ・外伝 月面十年戦争〜戦慄の予感」の2つがある。どちらの作品も、本編開始前の物語となっている。ドラマCDは現在は絶版となっているが、リマスター版DVD-BOXの初回特典としてサウンドトラック（全2枚）とともに付属する。

## あらすじ
第一部
近未来、人類は偶然にもゲッター線の採取に成功する。だが、インベーダーの侵略により月が占拠される。人類は叡智の粋を集めスーパーロボット軍団を作り上げ、月面でインベーダーの撃退に成功した。
かつて世界を救ったゲッターチームのリーダーだった流竜馬は3年前に早乙女博士殺害容疑により逮捕・収監され「A級囚人」となっていた。早乙女ミチルを奪った凄惨な事故(実際は事故ではなくインベーダーによる殺害)により早乙女博士との確執を抱え、かつての仲間であり、早乙女博士を殺害した犯人でもある神隼人に根深い不信感を抱いていた。一方、解散したゲッターチームのメンバーである巴武蔵と後輩の車弁慶は共に日本軍に在籍していた。二人はトラックで謎の荷物運搬の任務中に、荷物を奪いに来たインベーダーの襲撃に遭遇。急遽、コンテナの中に隠してあったゲッター3で応戦した武蔵は、コンテナの中身が作成中の首だけの男が入ったカプセルであることを見てしまう。そしてインベーダーと応戦中の武蔵の前に、早乙女博士が駆る見たこともないゲッターロボが現れてカプセルは早乙女博士に奪われる。重傷を負った弁慶は、武蔵が庇護していた早乙女元気を預かることになるが、元気は父である早乙女博士の死を見たショックから失語に陥っていた。弁慶、武蔵から謎の男早乙女號を奪取した早乙女はゲッタードラゴン軍団を率いて人類に戦いを挑む。竜馬は早乙女博士を抹殺させるために仮釈放され、単独でゲッター1を駆ってドラゴン軍団に戦いを挑む。竜馬が早乙女に引導を渡そうとしたそのとき、「いけない」という號の声が響く。號の呼びかけで灯った光をキッカケにゲッターGのゲットマシンたちが合体し、巨大な真ドラゴンとなった。
竜馬は真ドラゴンを破壊するため、ゲッター炉心の自爆を試みるが早乙女に「相変わらず危険な男」と言われる始末。しかし、ゲッタードラゴンで竜馬を誅殺しようとした早乙女から竜馬を救ったのはそれぞれゲッター2、3を単独で駆る隼人と武蔵だった。一方、早乙女はインベーダーの襲撃に遭う。どうにか逃れた早乙女は號のパートナーとして用意していたハズの生命体が変異した怪物たちに襲撃される。武蔵が乗るベアー号と自動操縦のジャガー号、合体をしたイーグル号に乗る竜馬はゲッター1にチェンジし、早乙女研究所に乗り込む。そこで待っていた隼人と共闘することになった竜馬は、カプセルから出現した怪物たちの襲撃に遭う。それは本来、竜馬と隼人の遺伝子をベースに産み出されたものだったが、闘争本能だけに駆られる怪物と化していた。二人の窮地を救ったのは號が操る真ゲッターロボの放った頭部ゲッタービームだった。ゲッター線は進化を促すだけでなく退化をも促し、辺りは太古の恐竜時代のような世界になった。真ゲッターに巨大化した怪物が襲いかかり、真ゲッターから落下した早乙女は武蔵のゲッター3に助けられる。
一方、国機連の幹部になっていたかつてのゲッター線研究者たちは早乙女の企みを止めるため日本壊滅のための重量子爆弾を発射。だが、インベーダーの侵食を受けたかつての開発チームの仲間であるコーウェンとスティンガーが正体を現し、他の研究者にインベーダーを寄生させる。─実は、竜馬、隼人、ミチルによって行われたゲッターライガーの合体テスト時、既にインベーダーの侵食を受けていたミチルは竜馬たちを救うためあえて緊急合体解除レバーを引き自ら犠牲になった。後にミチルの遺体から真相を知った早乙女博士は共同研究者だったコーウェン、スティンガーの裏切りに気付きながらも、あえてなにも事情を知らない竜馬と共謀者の隼人を恨んでいるフリをしていた。国連を壊滅させたコーウェン、スティンガーはパスワードロックを破壊し、ICBMに乗って日本に飛来。弁慶の通信で危機を知った竜馬と隼人は號と三人で真ゲッターを駆ってミサイル着弾阻止に向かうが、三人を乗せた真ゲッターはミサイル落下の衝撃で分離し、ゲッター線爆心地である早乙女研究所に落下。元気を伴った弁慶は地下シェルターに避難する。
第二部
早乙女の反乱から13年の月日が流れた。インベーダーたちの侵略で地球は荒廃。元気を喪ったと語る弁慶は渓という逞しい女児の養父になっていた。渓は剴や古田、団六といった仲間たちと共に日本政府の依頼で地下シェルターから地上調査に出た。その際にアメリカのスーパーロボット、ステルバーとインベーダーの戦いに遭遇してしまう。そこでアメリカ人パイロットのランバート(この時既に寄生済み)を救出するも、浅間山の決戦に向かうことに焦るランバートが日本軍のビィートを奪取。機体に取り付いた渓と弁慶はゲッター線の爆心地である早乙女研究所跡地に落下してしまう。隼人は敷島博士や副官のヤマザキと共に生き残った人類を救うためスーパーロボット軍団を率いる司令官となり、巨大な母艦「タワー」の艦長となっていた。隼人たちは真ドラゴンの炉心解体のためインベーダーたちに浅間山決戦を挑む。一方、早乙女研究所内で擱座した武蔵のゲッター3を目の当たりにし、遺品の帽子を回収した弁慶はインベーダーに侵食されていたランバートに襲われる。ランバートに殺されかけた渓を、突如出現した號が操る真ゲッター2が救う。號は13年前と変わらぬ姿で生存していた。渓と、ランバートの攻撃で重傷を負った弁慶は真ゲッターに乗り込み、號と弁慶の働きもあって真ゲッターは稼働し、インベーダーを撃退。だが戦いの後、弁慶は即座に病院送りとなり、渓や剴たちは世界を滅ぼした元凶である日本人だとシュワルツ少佐らスーパーロボット軍団のパイロットたちから憎悪を向けられる。さらに隼人たちの前にコーウェン、スティンガーが姿を現し真ドラゴンの炉心解体作業を妨害。インベーダーは機械（戦闘で大破したスーパーロボット）と融合したメタルビーストに進化していた。負傷の弁慶に替わる存在として、號は剴を新たなパイロットに指名する。こうして、號、渓、剴の新ゲッターチームによる真ゲッターロボの戦いが始まった。そんなとき、復活を遂げた早乙女博士が我が子、元気こと渓に会うために、隼人、弁慶たちの前に姿を現す。自我が崩壊し記憶を喪った渓は男の子だと素性を偽られていたのを利用して弁慶に娘として育てられていた。実父である早乙女を仇と憎む渓はインベーダー化した早乙女に戦いを挑むが、號と共に真ドラゴンの内部に取り込まれてしまう。二人は真ドラゴンを起動させるための鍵であり、號の正体は渓の実姉ミチルのクローンだった。二人を救出するため弁慶と剴は早乙女研究所地下にあったゲットマシン運用母艦クジラを引き摺りだし、二人を無事救出する。
號、渓とのコンタクト後、迷走を始めた真ドラゴンを追い、弁慶たちはクジラで世界を転戦。北極での戦いで黒いゲッターロボブラックゲッターを駆る竜馬が姿を現す。荒廃したニューヨークでSOSの信号を受信した弁慶たちは救援に向かい、そこで竜馬との再会を果たす。竜馬もまた13年前と全く変わらぬ姿だった。その真相とは…爆心地でゲッター線の光に包まれた竜馬が気がつくと月面基地に擱座したゲッター1のコクピットの中であった。それを修理・改修し、大気圏突入を果たした竜馬は地球に帰還してインベーダーたちと戦っていた。だが、ニューヨークにおびき寄せたのは早乙女の罠であり、真意に気付いた竜馬たちはクジラのゲッター炉心を暴走させてニューヨークを沈め、危機を乗り切る。その頃、隼人やシュワルツたちは太平洋上の真ドラゴンめがけて集結したメタルビーストたちと交戦していた。竜馬と號たちは現場に駆けつけるが突然、號が倒れてしまう。號にかわり真ゲッターに乗り込んだ竜馬、弁慶は切り札であるタワーによる真ドラゴンへの直接攻撃に出て失敗した隼人を救出し、ゲッターチームを再結集させる。真ドラゴン内部で早乙女はコーウェン、スティンガーと共にメタルビースト・ドラゴンで真ゲッターと激しい戦いを繰り広げる。互角に見えた戦いだが、戦闘チームと開発チームの差と號が伝授した3人の心を1つにして放つ必殺技「ストナーサンシャイン」とが相まって、竜馬たちゲッターチームが勝利。早乙女は自身に寄生していたインベーダーを道連れに、竜馬たちに後事を託して絶命する。だが、メタルビースト・ドラゴンで宇宙に逃れたコーウェン、スティンガーは木星と融合して衛星を次々と呑み込み巨大インベーダーと化す。決戦の舞台が宇宙に移行する中、真ドラゴンとシンクロし、地球上の全ゲッター線を吸収した號は絶命する。真ゲッターを筆頭にしたスーパーロボット軍団は宇宙でインベーダー迎撃にあたるが巨大かつ多数のインベーダーに苦戦し、真ゲッターは地球に叩き落される。渓と剴も戦いに参加するが絶体絶命の窮地に陥る。渓の声に反応した號は真ゲッターを助け、渓と剴が乗る機体を回収して真ライガー、真ポセイドンに変形して巨大インベーダーを撃破する。コーウェンとスティンガーが融合した惑星級インベーダーには歯が立たなかったが、真ゲッターを頭に乗せた真ドラゴンはゲッター線を集中させて竜馬が放つファイナルゲッタートマホークによってコーウェン、スティンガーを一刀両断にする。決着が着いたように思えたが時空の裂け目が出現してしまい、竜馬たち旧ゲッターチームの3人は6つの心を一つにした真の必殺技「真シャインスパーク」を提案し、真ゲッターの炉心を使用してこれを放つ。その際、位相空間内でインベーダー軍団との永劫の戦いを繰り広げるゲッター軍団を垣間見た竜馬たちは、地球の未来を號、剴、渓に託し、永劫の戦いに向けて旅立つのだった。

## 登場人物
ゴウ（號） / 早乙女 號
声 - 関智一
本作の主人公。カプセルの中から現れた謎の男。第1話の時点ではほぼ頭部だけの状態で、実質的な登場は第2話から。真ドラゴンの早すぎる覚醒に呼応して出現。搭乗しておらずとも真ゲッターや真ドラゴンを操る。その正体は早乙女博士とミチルの遺伝子を元にして敷島博士によりゲッター線の力で作り出された人造人間。普段は寡黙だが、戦闘時は人が変わったように叫び声を上げる。前世の記憶のような形ながら早乙女ミチルの記憶と姉妹である元気（渓）を想う心を受け継いでいる。
重量子爆弾阻止時、真ベアー号に乗り、竜馬と隼人と共に迎撃に向かうも失敗。それから13年後、早乙女研究所内で元気ことケイが危機に陥ったことに反応し、13年前と変わらぬ姿で真ゲッター2と共に再び表舞台に姿を現す。以降は元気（ケイ）を守るためにも戦うようになり、ケイと共に真ドラゴンに取り込まれてからは進化し、人間らしい感情を示すようになっていった。邪神ドラゴンの影響で意識不明となるが、ケイのミチルへの祈りを感じ取ったことから、武蔵とミチルの魂を旧ゲッターチームの元に送り出し、必殺技「ストナーサンシャイン」のことも伝えた。旧ゲッターチームが初代ゲッターチームから真ドラゴンを解放したことで復活。ケイ、ガイと共に第二形態の真ドラゴンを制御し、地球を汚染していたゲッター線を真ドラゴンに全て吸収するが、その影響で自身は絶命してしまう。しかし、宇宙での戦闘で危機に陥ったケイに呼応して再び復活。最終形態へと進化を遂げた真ドラゴンと共に宇宙へ上がり、戦線復帰する。木星決戦の末、旧ゲッターチームから未来を託され、ケイとガイと共に元の宇宙に帰還した。
モデルは漫画版『ゲッターロボ號』に登場する一文字號。
ケイ（渓） / 車 渓 / 早乙女 元気 / 早乙女 渓
声 - 日高奈留美
第一部では早乙女 元気として登場。16年前の事故で姉ミチルを、更に父である早乙女博士が殺害され、兄とも慕っていた竜馬が犯人として逮捕・連行される悲劇を目の当たりにしてショックにより失語状態に陥る。早乙女博士の意向で男装させられており常に帽子を被っているが髪型はセミロング。事件後は武蔵が養父として養育していたが、重量子爆弾炸裂を目の当たりにして自我が完全に崩壊し過去の記憶を喪失。武蔵に託された元気の正体が「女の子」だと知った弁慶は元気が「早乙女博士の一人息子」としてシェルターに避難した日本人の憎悪を一身に背負うことを避けるため、「自分の娘である渓」だと素性を偽って養育。周囲には「元気は死に、渓を養女にした」と騙る。
男手一つかつ男所帯な環境で育てられたため、口調も性格も男勝りになっている。弁慶のことは「親父」と呼んでおり、常に親子ゲンカが絶えないが、親子の絆はある。
13年後に調査隊の一員として地上に出た際、インベーダーと真ドラゴン討伐隊の戦闘に巻き込まれ、早乙女研究所でゴウに助けられてからは真ジャガー号のパイロットとなる。早乙女が13年ぶりに姿を現した際、自身が早乙女家の「長男」として育てられた次女・元気だった頃の記憶を完全に取り戻した。仇と憎む早乙女を倒そうとして罠にかかり、助けようとしたゴウと共に真ドラゴンに取り込まれるが、そこでゴウの正体を知り、真ドラゴンから脱出。以降はゴウに恋愛感情を抱くようになる。消失した真ドラゴンの行方を追い、仲間たちと各地を転戦。太平洋の戦闘で意識不明となったゴウの看病の為、ガイと共に真ゲッターを降り、弁慶たち旧ゲッターチームの戦いを見守る。ビィートT23を駆ってガニメデ衝突阻止の戦いに参加し、弾切れとなった際にインベーダーに捕まってしまうも、復活したゴウの駆る真ドラゴンに助けられ、ガイと共に真ドラゴンに乗り込み、木星決戦を展開した。
真ゲッター2、真ライガー、ビィートT23を操縦。
モデルは漫画版『ゲッターロボ號』に登場する南風渓。
ガイ（凱）
声 - 松本保典
ゲッターロボのメカニックの息子。第二部から登場。日本崩壊から13年後、弁慶らと共に地下の日本政府の命令で地上調査に派遣された若者の一人で、弁慶のことは大将と呼び慕う。気は優しく争いを好まないが、一度キレると手がつけられない。ケイに好意を寄せているが、ケイの気持ちを知ってからはゴウに遠慮することが多かった。真ゲッター加入当初は真ゲッターの整備を行っていたが、重傷を負った弁慶に替わって、ゴウの指示により真ベアー号に乗り込む。初陣では半ばやけっぱちで操縦した為、合体も上手くいかなかったが、ゴウの導きにより克服した。ケイとガイが真ドラゴン内部に取り残された際には弁慶と共に早乙女研究所に乗り込んだ。転戦の後、ゴウが意識不明となった際には、真ベアー号を弁慶に返す形で降りる。タワー脱出時は脱出ブロックを操縦した。ケイと共にビィートT23でガニメデ衝突阻止に参加。ケイ同様にインベーダーに捕らわれるが、ゴウに救出され、真ドラゴンに乗り込む。
ビィートT23、真ゲッター3、真ポセイドンを操縦。
モデルは『ゲッターロボ號』に登場する大道剴。
流 竜馬（ながれ りょうま）
声 - 石川英郎
早乙女博士殺害事件の犯人として冤罪で投獄されていたA級囚人。死んだ筈の早乙女が生き返って反乱を起こした際、「殺したとされた男を改めて殺す」ため、早乙女を抹殺することを条件に仮釈放され「A級刑務所での地獄」の恨みを晴らすべく、自身の人生を狂わせた早乙女と真犯人と目される隼人への復讐を開始。ゲッターチームのリーダーかつ最強の男として抜群の戦闘技術を誇り、旧式扱いされていたゲッター1を1人で操縦し、ゲッターロボGの大群を圧倒。真ドラゴンの脅威を知るや自機のゲッター炉心の自爆に巻き込み破壊を図ろうとする等、最もハイリスクかつ最短の道を選択し邁進する傾向がある。早乙女博士曰く「危険な男。だが、それだけに行動は手に取るようにわかる」と評される。早乙女博士と隼人の計画と真意についてなにも知らされず、一人だけ蚊帳の外に置かれた。
重量子爆弾崩壊に巻き込まれ行方不明となっていたが、ゲッター線の導きにより、13年後の世界にタイムスリップ。月施設で擱座したゲッター1のコクピットで目を覚ました後、修理・改修を施して地球に帰還し、インベーダーとの戦いを再開。隼人との和解を果たし、彼に渡された銃を返却。旧ゲッターチーム復活による真ゲッターで早乙女博士との戦いにも決着を付けた。木星決戦の末、隼人と弁慶と共に新たなる戦いに赴く。
ゲッター1、ブラックゲッター、真ゲッター1を操縦。
神 隼人（じん はやと）
声 - 内田直哉
早乙女博士殺しの張本人。計画のためとはいえ、竜馬に罪を着せたことを悔いており、3年後に竜馬と再会した際「全ての問題が片付いた後、俺を撃て」と自身の銃を竜馬に渡した。
事の発端はゲッターライガー合体実験の失敗時に早乙女ミチルが死亡。事故後にミチルがインベーダーに寄生されていた事が判明。ゲッターロボGの共同開発研究者であるコーウェン、スティンガーの裏切りとインベーダー寄生を察知した早乙女は隼人に計画の全容を明かし、二人の目を欺くため自身の死を演出（結果的に竜馬が冤罪で逮捕される）。その実、人類救済の切り札となる真ゲッターロボおよび真ドラゴン建造とパイロット養成に着手する。敷島博士の協力で亡くなったミチルの遺伝子でゴウを、そのパートナーとして竜馬、自身の遺伝子をベースに人造人間を産む筈が失敗し、闘争本能に特化した怪物と化す。真ドラゴンの早すぎる覚醒に慌て、早乙女博士も死亡。早乙女の計画に荷担した事を悔いた隼人は竜馬にも真相を明かさず、人類救済に命を賭す覚悟を決める。
重量子爆弾破壊に失敗した後、真ドラゴンの炉心解体のための討伐隊の指揮官となり、13年間にも渡る戦いにおいて、顔には無数の傷が付いた。真ドラゴン破壊のため、タワーで特攻をかけた後、隼人救出のためあえて分離した竜馬たちの計らいで真ジャガー号に乗り込む。以降は指揮権をヤマザキに託して真ゲッターのパイロットに専念した。
ゲッター2、真ゲッター2、タワーを操縦。
巴 武蔵（ともえ むさし）
声 - 辻親八
日本軍少佐。ゲッターチームの解散後、日本軍に所属。子供好きということもあって姉と父を失った早乙女元気の保護者にもなっていた。弁慶と共に謎の積み荷の運搬任務を命じられたことから事件に巻き込まれる。元気を弁慶に託して戦いに赴き竜馬と合流。早乙女研究所での戦闘で早乙女博士を保護し、彼から謝罪されると同時に計画を知らされるが、その直後にインベーダーにコクピットを破壊されて戦死した。
擱座したゲッター3は早乙女研究所の地下に姿を止めており、13年後にその姿を見て武蔵の戦死を知った弁慶は形見の帽子を受け継いだ。弁慶はその帽子のおかげで初代ゲッターチームが仕掛けた幻覚から逸早く脱出することができ、ゴウの導きで自らの遺志を弁慶に伝えた。
ゲッター3を操縦し、必殺技「大雪山おろし」も使用。
車 弁慶（くるま べんけい）
声 - 飯塚昭三
日本軍少佐。武蔵の後輩。ゲッターチーム解散後、武蔵と共に日本軍に所属。謎の積み荷の運搬任務でインベーダーの襲撃で負傷し、日本政府に保護される。武蔵から託された元気を預かり、日本壊滅時には彼を連れて地下シェルターに避難した。
13年後、地上の調査員としてケイ、ガイ、吉田、団六と共に派遣された。ケイからは「親父」ガイたちからは「大将」と呼ばれる。ランバートとの戦闘の際にケイの危機に反応したゴウと真ゲッターに助けられ、負傷しながらも真ベアー号のパイロットを務める。戦闘終了後、隼人と再会を果たし、タワーで治療を受けることになり、真ベアー号はガイに委ねられた。インベーダー化した早乙女の復活で隠していたケイの素性を告白。真ドラゴンに取り込まれたケイを救出するために、怪我を押してガイと共に真ベアー号で真ドラゴン内部に突入し、その際に完成しながら秘匿されていたクジラを発見する。真ドラゴン消失後は行方を追うべく新ゲッターチームと共にタワーとは別行動をとる。ニューヨークで竜馬と再会し、ゴウが意識不明になった後は復活を果たした旧ゲッターチームの一員として真ゲッターに乗り込む。
ビィートT23、真ゲッター3を操縦。武蔵から直々に学んだようで「直伝、大雪山おろし！」と叫んでいる。
早乙女（さおとめ）博士
声 - 麦人
世界最高のゲッター線研究者。宇宙開発のためにゲッター線の研究に取り組んでいたが、3年前、ゲッターロボGのテスト中に愛娘ミチルを失ったことから狂気に陥ったかに見えたが、実際はインベーダーの計画を阻止するために敵も味方も欺き、あえて人類の敵となることでゲッターチームを導いていた。計画のため、隼人を懐柔してインベーダーに寄生された自分を殺させ、ゴウを創り出し、真ゲッターや真ドラゴンを建造する。だが、計画が大幅に狂ったことを悟り、武蔵と共に死亡する。
第二部ではインベーダーに寄生されて復活を遂げ、元気ことケイを挑発。弁慶と新ゲッターチームを罠にかけるためニューヨークにおびき出す等暗躍する。コーウェン、スティンガーと合流し、初代ゲッターチーム（ゲッターロボ開発チーム）の一人としてメタルビースト・ドラゴンを操縦した。最後の戦いでは真ゲッター1のストナーサンシャインで倒される直前に自分の体内に寄生していたインベーダーが逃げ出そうとしたところを捕らえ、竜馬らに後事を託しインベーダーを道連れにして死亡。3年前の事件が元で竜馬からの敬意を失い「（早乙女の）ジジイ」と呼ばれるようになった。
真ゲッター、ゲッタードラゴン、メタルビースト・ドラゴンを操縦。
早乙女 ミチル（さおとめ ミチル）
声 - 長沢美樹
早乙女博士の娘にして元気の姉。かつてゲッターロボのテストパイロットとして研究に協力していたが、ゲッターロボGの合体テスト中、衝突事故で死亡する。実は事故直前に自分の体にインベーダーが寄生していたことに気付き、竜馬と隼人を救うためあえて犠牲になった。死後に回収された遺体から早乙女は真相を知り、竜馬と隼人を恨んだように見せかけ、その実インベーダーを撃退するために行動を始めた。非業の死を遂げてしまったミチルであるが、ケイと名を改めた元気を思う気持ちは自身の遺伝子も用いられたゴウに受け継がれた。
彼女の死は、真相を知らなかった竜馬、そして知らされていた隼人にすら重いトラウマを負わせていたが、ゴウの導きで自らの遺志を2人に伝えた。
コーウェン
声 - 郷里大輔 / 三宅健太（スーパーロボット大戦シリーズ）
かつて早乙女博士と共に月でゲッター線の研究に取り組んでいた研究者だったが、月でインベーダーに融合されてしまい、地球へ戻ってまもなくインベーダーに乗っ取られた男。早乙女博士の行動を知ってからは国機連を言葉巧みに乗っ取り、各国大使を殺害。以後はインベーダーの尖兵となり、各所で暗躍する。ゲッター線の可能性に興味と関心を寄せるマッドサイエンティスト。スティンガーとは互いに「君（くん）」付けで呼び合う仲であり、コーウェンのほうが会話ではリードすることが多い。デザインのモデルは魔獣戦線のシャフト博士。
メタルビースト・ポセイドンを操縦。
スティンガー
声 - 広瀬正志
コーウェンと共に月でゲッター線研究に取り組み、研究中にインベーダーに融合された男。地球へ戻ってまもなくコーウェン共々インベーダーに乗っ取られ、彼らの尖兵と化した。相棒のコーウェンとの会話では彼の発言に追従することが多い。デザインのモデルは魔獣戦線のバルビア博士。
メタルビースト・ライガーを操縦。
敷島（しきしま）博士
声 - 鈴木泰明
ゲッター線を使ったクローン技術博士。第1部から登場。早乙女博士、隼人とは旧知の関係でゴウとそのパートナーたちの開発・育成に携わる。日本軍と連携し、育成カプセルの移送中に早乙女博士による強奪事件（インベーダーに狙われていたため、強引に保護した）が発生する。第二部においてはタワーにおける隼人のパートナー。言動・行動は狂気を孕んだマッドサイエンティスト。自らの知的好奇心を満たすためならば多少の犠牲は厭わず、不穏当な発言が多い。彼の好奇心は主に真ドラゴンと共鳴するゴウに注がれた。タワー特攻に際し最後まで残り、ゲッター線のもたらす未来を知った後、タワーと運命を共にした。
古田（ふるた）
声 - 里内信夫
ガイ達と共に、地上の調査に派遣された調査員。眼鏡をかけており、小柄な体格をしている。ガイと共にケイの入浴を覗いた際には2人とも彼女からお仕置きされた。
ビィートT23やクジラを操縦する。
団六（だんろく）
声 - 柳沢栄治
ガイ達と共に地上の調査に派遣された調査員。大柄な体格で、口数があまり多くない。
ビィートT23を操縦。
シュワルツ
声 - 安井邦彦
タワーのスーパーロボット軍団のリーダー的存在でありエース・パイロット。階級は少佐。インベーダーの襲撃で妹や友人を失っており、当初はゲッター線で動くゲッターロボとパイロットであるケイ達を忌み嫌っていたが後に仲間として認めていった。
ステルバーを操縦。
ランバート
声 - 秋元羊介
シュワルツの同僚。インベーダーとの戦いの最中に自機が大破しケイたちに命を救われたが、浅間山決戦に駆けつけることに焦り、ビィートT23を奪ってタワーに向かう。結果的に機体にしがみついたケイと弁慶を早乙女研究所跡地に導いた。インベーダーに融合されており弁慶達の前で本性を現し、牙を剥く。直後現れたゴウと真ゲッターによって撃破されながらも執念で弁慶に迫るが、最期は弁慶の拳銃による乱射で死亡した。
ステルバー、ビィートT23を操縦。
ヤマザキ
声 - 吉岡久仁子
隼人の秘書。本編中では名前は第12話で触れられるのみだが、漫画版『ゲッターロボ號』における隼人の婚約者の名前である。ブレインズベースで、ロボット軍団の指揮を隼人から委任される。
『スーパーロボット大戦D』では隼人のゲッターチーム復帰後はタワーのメインパイロットとなる。
チバ
声 - 千葉千恵巳
タワーのオペレーターの一人で茶髪の女性。声を演じた千葉千恵巳は本作の第1エンディングの歌手を務めた。
ナレーション
声 - 神谷明
第1話冒頭とCMのナレーション。CMでは「チェンジ・ゲッター」を発声した。

## 登場メカ

### ゲッターロボ
ゲッターロボ
インベーダー戦争で活躍した機体。何機か製造されたらしく、劇中には3機のゲッターロボが登場している。さらに、月面のゲッター線研究ラボの跡地にも、壊れたゲッターロボが放棄されており、これが後のブラックゲッターとなる。「クレーターバトル」によると、ゲッター1/2/3の3体合体によるゲッタービームを撃つこともできる。
- 竜馬機：ゲッター1。早乙女の乱では、上層部の命令で仮釈放された竜馬が駆る。老朽化が進んでおり、スクラップ寸前と言われていたが、竜馬の腕前によりゲッタードラゴン軍団を片っ端からなぎ倒していき、ゲッターウイングをマント状にして突撃したり、布状に伸ばしての攻撃、ゲッタービームを拡散させて発射するスパイラルゲッタービームにも用いた。2丁のゲッターマシンガンも使用。真ドラゴンの合体に巻き込まれるもイーグル号を分離させて脱出。残骸となったジャガー号・ベアー号のゲッター炉心でメルトダウンを起こそうとするも早乙女が操縦するゲッタードラゴンに阻止されてしまう。インベーダー戦では、武蔵のゲッター3のベアー号・ジャガー号と合体し、ゲッター1となり、2体のインベーダーをトマホークブーメランで倒した。竜馬が降りた後は武蔵がゲッター3として運用するが、ゴール・ブライとの戦闘で破壊された。
- 隼人機：ゲッター2。武蔵と弁慶がコンテナを受領した施設に秘匿されていたらしく、武蔵と弁慶は驚いていた。早乙女の乱では武蔵のゲッター3と共に早乙女研究所に駆けつけ、竜馬の背後を狙っていたインベーダーにドリルミサイルを放った。隼人が重量子爆弾破壊のために真ゲッターに搭乗したことから乗り捨てられる。なお、ドリルアームは左腕ではなく右腕にある。
- 武蔵機：ゲッター3。トレーラーにジャガー号部分が無い状態で搭載され、インベーダーとコンテナの奪い合いをするが、真ゲッター1に妨害される。早乙女の乱では早乙女のゲッタードラゴンに追い詰められた竜馬の前にゲッター2と共に駆けつけ、竜馬のイーグル号との合体によりゲッター1になるも、無人機のイーグル号はインベーダーに破壊された。竜馬が研究所内に潜入してからはゲッター3として運用されたが、ゴール・ブライにコクピットを潰され、武蔵共々研究所に散った。13年後もその状態のまま、研究所跡に放棄されていた。『スーパーロボット大戦D』序盤で隼人が弁慶に託したゲッターロボは、早乙女研究所から回収されたかつての武蔵の機体である。

ゲッターロボG
対インベーダー用および本格戦闘用の量産型ゲッターロボ。早乙女博士の指揮の下で反乱軍となり、のちに集合・合体し真ドラゴンとなる。テレビアニメ版のゲッターGとは細かな部分が異なっている。早乙女博士の反乱時は早乙女が操縦した機体以外はAIによる自動操縦だったが、竜馬の戦闘技術には及ばず、旧ゲッターロボ1機に圧倒された。
試作タイプが1機存在したらしいが、ゲッターライガーへの合体テスト中の事故で墜落。ポセイドン号に乗っていた早乙女ミチルが犠牲となった。
なお、『第2次スーパーロボット大戦Z 破界篇』のロボット図鑑の記述によると、ゲッターGのコンセプトは対インベーダーと量産を前提としたもので、月世界戦争の後にインベーダーの再度の侵略を危惧した早乙女が大量に生産したとされている。
ゲーム『スーパーロボット大戦α』にも、「量産型ゲッタードラゴン」が登場。登場作品も真ゲッターロボになっているが、合体して真ドラゴンにはならないと設定されている（グラフィックはTVアニメ版ゲッタードラゴンの流用）。
ゲッタードラゴン
空戦形態。テレビ版と異なり、全身が赤い。武装はテレビ版・原作版のゲッタードラゴンと同じで、設定上はシャインスパークも使用可能。竜馬のゲッター1に次々と倒されていくが、真ドラゴンに合体する。早乙女が操縦する有人機は残骸となったゲッター1のゲッター炉心を破壊したことで、竜馬によるメルトダウンを封じた。
ゲッターライガー
陸戦形態。テレビ版のゲッターGと異なり全身が青く、チェーンアタックとして射出可能な左腕の中にドリルが装備されている。その為、ライガーミサイルが装備されておらず、右手はドリルに変化しないという違いがある。竜馬のゲッター1との戦いでは早乙女の操作でゲッタードラゴンからゲッターライガーになりゲッター1に覆いかぶさって動きを封じ、その間に他のゲッタードラゴンがダブルトマホークブーメランを放つという味方も巻き添えにした攻撃を行うも、ゲッター1がオープンゲットを行ったためにゲッターライガーだけが倒された。真ドラゴン合体時にも僅かに姿を見せている。
ゲッターポセイドン
水中戦形態。国連軍相手にテレビ版よりはるかに巨大なデザインのゲッターストロングミサイルを敵に直接叩きつけていた。

真ゲッターロボ
真ゲッターロボ (架空のロボット)を参照。
ブラックゲッター
13年後の未来に飛ばされた流竜馬が月のゲッター線研究ラボの跡地に放棄されていた壊れたゲッターロボ（正確にはゲッター1）を独自に修理・改造し、戦闘能力（特に近接戦闘）を格段にアップさせたもの。戦闘力はゲッターGに匹敵するが、変形機構はオミットされている。武装は両拳のスパイクに左下腕部にむき出しで大型化されたカッター（書籍によってはゲッターレザー）、そしてゲッタービームと竜馬のスタイルに合わせ、格闘戦重視になっている。また、本来機体色は赤だったが、大気圏突入時の摩擦熱で塗装が焦げて黒色になったのがブラックゲッターと名付けられた由来。第10話で真ドラゴン・第2形態にゲッターエネルギーを吸い尽くされて海上へ墜落。そのため、第10話以降の登場はない。
ゲーム『スーパーロボット大戦D』ではその後も使用可能。また、『第2次スーパーロボット大戦α』および『第3次スーパーロボット大戦α 終焉の銀河へ』にも特別出演している。スーパーロボット大戦シリーズでは3人乗りを可能としていた。
真ドラゴン（ゲッター真ドラゴン）
ゲッターロボGが無数に集合・合体し誕生したゲッターロボ。劇中3度の進化を遂げる。最終形態では「真ドラゴン」「真ライガー」「真ポセイドン」の3形態への変形も可能。真ドラゴン最終形態の下半身は、漫画版『ゲッターロボG』に登場したアトランティス製ロボット、ウザーラに酷似する。
真ドラゴンの操縦はゴウ、真ライガーはケイ、真ポセイドンはガイが行う。真ゲッターロボが手のひらに乗れるほど巨大なマシンであり、全長は6000m以上にも及ぶ。
三体のゲッターマシンに分離・合体することで変形するのではなく、中央部の筒状部を中心として、真ドラゴンは龍の首と尾、ゲッタードラゴンの上半身、真ライガーは巨大ドリルとロケット、ゲッターライガーの頭と足、真ポセイドンは巨大な右腕とフレイル状の左腕、ゲッターポセイドンの頭部とクローラーのついた脚部がそれぞれ出てくることで変形する。
ガニメデをゲッタービームの一撃で粉砕するほどのパワーを持ち、真ゲッターロボと協力して、人工的にワームホールを生成可能、空間跳躍を行っていた。なお、決戦兵器の「真・シャインスパーク」も備え、最終決戦後に数万kmの時空の裂け目を破壊する手段として放った。その威力は絶大で、次元境界面を越えてなお、星を破壊するほどの余波が発生するほどであったが、最後は空間跳躍の衝撃で大破した。
『スーパーロボット大戦D』でスポット参戦するが、その際の損傷や出力の問題でしばらく使用できなくなる。ゲーム後半で正式に自軍に入る際は意図的にデチューンされていると設定されている。また、『Another Century's Episode 3 THE FINAL』（以後『ACE3』）では、ゴウが真ドラゴンを選ばなかった事で空白となったコアに、代替コアとして選んだゲームオリジナルのキャラクター（ベルクト）を乗せて、最終ボスとして登場する。『第2次スーパーロボット大戦Z 再世篇』では、真ドラゴン以外の形態はユニットとして登場しない（チェンジ・真ライガー、チェンジ・真ポセイドンという武装として登場。これらを使用することで変形して攻撃する）。また、真・シャインスパークは原作を再現して真ゲッターロボとの合体攻撃に変更されたほか、母艦としての機能も備えている。
ブックレットや公式サイトでは真ゲッタードラゴンと表記されている。
ゲッターエンペラー
最終話で登場。真シャインスパークによって時空の裂け目に飛び込んだゲッターチームが出会った存在。艦内には竜馬に似た男性（声：石川英郎）が立っており、ゲッターチームに対して「待っていた」と告げる。
ゲッターエンペラーは原作漫画『真ゲッターロボ』が初出であり、以下原作漫画版においての設定と記述を記す。
- 合体前のゲットマシンからのビーム一発で、惑星ダビィーンの月もろとも敵艦隊を粉砕する。
- 合体する時にビッグバンを凌ぐエネルギー量が発生する。
- ゲットマシン1つが惑星よりも大きい（合体すると周りの惑星が敵諸共潰される）。
- 戦いを経るごとに自己進化を行う。

他にもワームホールを機体の手で物理的に握りつぶす等の力技も披露していた。コミックに登場した姿はまだ進化途中であった為、更に大きくなる予定であった。
合体時の台詞から、作中に登場した合体形態はゲッターエンペラー1と判明しているが、ゲッター2、ゲッター3に該当する機体の名称は不明。
『ゲッターロボ全書』（双葉社、2005/6発行、ISBN 4575298085）によるインタビューにおいて石川賢が、「ゲッタードラゴン」が「真ゲッタードラゴン」に進化した後、復活しエンペラーへの進化を開始すると答えている。『ゲッターロボ アーク』では、武蔵が「火星から出撃した」と語っている（なお、漫画版『ゲッターロボ號』の最終話において、真ゲッターロボは火星に旅立っている）。
その正体は不明だが、随行するゲッター軍団の呼び声に応答する際に発した声は、流竜馬のものであり、竜馬の息子である流拓馬はエンペラーと遭遇した際、竜馬と思われる男性の幻影を目撃している。
ゲーム『スーパーロボット大戦』では、以下の作品に登場している。
- スーパーロボット大戦D：真ドラゴンが「シャインスパーク」を使用すると、背景に登場。
- 第3次スーパーロボット大戦α 終焉の銀河へ：真ゲッター1が「真・シャインスパーク」でとどめを刺す際、背景に登場。
- スーパーロボット大戦W：真ゲッター1が「真・シャインスパーク」を使用すると、背景に登場。とどめを刺さなくても登場する。
- 第2次スーパーロボット大戦Z 再世篇では、戦闘演出での登場は無いが、シナリオ上でゲッターエンペラーが登場している。
- 第3次スーパーロボット大戦Z 天獄篇では、「真・シャインスパーク」を使用すると、背景に出現。シナリオ上においても登場し、竜馬を自分たちの戦いに参加するよう促す。

### 戦艦
バヴェルタワー
第4話から、隼人が指揮を執る地上戦艦。ミサイルで武装し、各ブロックが緊急時には脱出艇として機能する機構を持つ。さらにゲッター線吸収機能を持ち、相手にアームを突き立ててエネルギーを吸収する。第11話で真ドラゴンのエネルギーを吸収するが、限界を超えたため爆発した。隼人は放り出され、真ジャガー号に救助されたが、敷島博士は爆発する艦と運命を共にしている。ゲーム作品では「タワー」と表記されている。
『スーパーロボット大戦D』では物語の舞台が地上になった際は母艦の一つとして登場する（宇宙へは行けない）。原作通りに一度爆発するが、その後修復されて再び使用可能になる。序盤は隼人がメインパイロットで、ヤマザキと敷島博士がサブパイロットとなっているが、修復後はゲッターのパイロットとして復帰した隼人に代わり、ヤマザキがメインパイロットとなる。敷島博士は爆発に巻き込まれているのだが、その後海で漂流していたところを保護されるため、敷島博士もサブパイロットとして健在。『第2次Z 再世篇』でも母艦の一つとして登場するが、こちらは原作どおりに爆発、敷島博士も死亡する。ただし改造値は、真ドラゴンに引き継がれることになる。
『ACE3』では主人公の母艦として使われる。

### 『ゲッターロボ號』からの登場メカ
バロソフ8000D
第4話に登場。インベーダーに倒された後、その残骸はインベーダーに融合されてしまい、メタルビーストとして人類に牙を剥いた。電撃は使用していない。
ビィートT23
第1話から登場。ヘリと陸上歩行メカに分離可能なMark2、四足歩行のBT-46、宇宙用タイプが登場する。宇宙用タイプのコクピットは、ケイ機・ガイ機のものを見る限り、バイクに近い模様。
ステルバー
第4話から登場。2機が登場したが、ランバート機はインベーダーの攻撃で大破し、最終話まで残存したのはシュワルツ機のみである。『スーパーロボット大戦D』にもシュワルツ機が登場。ゲッターロボ號と違い、一人乗り。
クジラ
第8話から登場。ゲッターチームの移動基地として活躍。動力はゲッター線。第10話でニューヨークに巣くうインベーダーをおびき寄せる囮として使われ、自爆。弁慶が指揮を執っており、専用カラーのビィートT23が脱出メカとして機能する。
ステルボンバー
第10話、第12話に登場。ロボット軍の兵器として登場。脚部に格納されていたミサイルは本作ではオミットされている。第10話で真ドラゴン・第2形態に挑んだが、ゲッタービームで倒された。その後第12話で再登場している。

## インベーダー / メタルビースト
宇宙空間を漂流し、ゲッター線に寄生して生きるバクテリア状生命体。ゲッター線をエネルギーとする。知能は低く攻撃的。形を変えて巨大宇宙生命としても存在し、多種多様な形を見せる。機械や人と融合して取り込んでしまう能力を持っており、スティンガーとコーウェンは完全にインベーダーに乗っ取られている。機械と融合進化したものをメタルビーストと呼ぶ。ゲッター線を過剰吸収して飽和状態になると、全ての細胞が独立して動こうとした結果として肉体が崩壊する。また、『第2次Z』のロボット図鑑によると、各所にある黄色い眼球状の器官をすべて潰すことでも消滅させることができるという。
ゴール&ブライ
號同様に真ドラゴンを制御するために造られた人造人間たち。ゴールは竜馬、ブライは隼人の遺伝子から作られたが、闘争本能だけが成長したため、外見も中身も怪物になり、創造主の早乙女にも反旗を翻した。ゴールは怪力、ブライは念力を駆使する。
自分たちの素の遺伝子を持つ竜馬と隼人と交戦。最初はゴールだけで戦っていたが、次第に押されていったことで、ブライも加わり、今度は竜馬と隼人を追い詰めていく。だが、早乙女の指示を受けたゴウが真ゲッターから放ったゲッタービームで吹っ飛ばされた。
その後、一体化して巨大化。ゴールの背中からブライの上半身が生えている状態となり、最期はゲッター3と交戦し、大雪山おろしを受けながらも立ち上がり、ゲッター3のコクピットを破壊し、武蔵と早乙女を亡き者とするが重陽子ミサイルの直撃で消滅した（早乙女は13年後に復活を果たす）。ゴウと同様にインベーダー（コーウェン&スティンガー）の動きを感知していた様子もあり、ゲッターに襲い掛かったのは破壊するためではなく「乗り込もうとしていた」可能性もある。
モチーフは恐竜帝国の帝王ゴールと百鬼帝国のブライ大帝。
メタルビースト・バロソフ
第6話に登場。第4話に登場したバロソフの残骸にインベーダーが融合した結果生まれたメタルビースト。怪力と爪、触手やミサイルを武器とする。真ゲッター1との力比べでは勝ったが、真ゲッター3の怪力の前には及ばずゲッターミサイルを受けて破壊された。
早乙女のメタルビースト
第7話に登場。本作では名前はないが、『ゲッターロボ號』のメタルビースト・ビーインRX1のデザインとなっている。武器は目から放つビームと口から吐き出すインベーダーによる触手。後に周囲のメタルビーストを取り込み、腕の生えた第2形態へと融合進化する。
オウムガイ型メタルビースト
第8話に登場。ゲッター線吸収装置と融合し、北極に出現した。村人を取り込み盾にする戦術でゲッターチームを苦しめたが、現れたブラックゲッターに惨殺され、撃破された。
偽ゲッターロボG / メタルビースト・ドラゴン
第11話に登場。真ドラゴンから生み出されたゲッターGの形をしたメタルビースト。通常のゲッターGとは若干外見が違う。無数のゲッターGの集合体である真ドラゴンの内部であれば、たとえ破壊されたとしても新たなゲットマシンを形成させ再生する事ができる。
ドラゴンには早乙女博士、ライガーにはスティンガー、ポセイドンにはコーウェンが搭乗し、竜馬らが乗る真ゲッターロボと交戦した。竜馬の「俺達は目を閉じていても合体できる」とのセリフ通りパイロットの技術面ではオリジナルチームが勝っており、竜馬たちに合体の隙をつかれるシーンも見受けられたが、再生能力を駆使し、真ゲッターを圧倒する。最終的には、號の声により目覚めたストナーサンシャインにより決着し、ドラゴン号部分は破壊され早乙女は死亡。だが、ライガー、ポセイドンは損傷した状態のまま大気圏を突破し木星へと向かった。木星のゲッター線太陽化のためゲッター炉心を取り出された後は廃棄された。
武装はオリジナルとほぼ同じだが、新たにドラゴンの口に当たるパーツをブーメランのように投げつける能力と、露わになった口部でかみつき攻撃を行う能力が追加されている。
本編では第12話でメタルビースト・ドラゴンと呼称される。リマスターBOXのブックレットにも同じ名称で設定画が記載されている。公式サイトでは偽ゲッターロボGとの表記。
スティンガー&コーウェン
最終話に登場。太陽化した木星の爆炎の中から出現。融合進化の果てに巨大化したスティンガーとコーウェンの姿である。真ドラゴンをも上回る巨体を持ち、体内には真ゲッターのゲッタービーム程度では倒れないまでに進化したインベーダーが無数に潜む。さらに木星に取り込まれた衛星を攻撃支援システムとして使用することもでき、強烈なビームでゲッターチームを窮地に追い込んだ。最後はファイナルゲッタートマホークの一撃で衛星もろとも一刀両断にされ倒された。
デザインモチーフは石川賢の漫画『虚無戦記』に登場したラ＝グース細胞。
時空の裂け目（仮称）
最終話に登場。冥王星よりも遥かに巨大だが、単なる天文現象ではなく、両端には牙の生えた肉体が存在する。出現した直後に冥王星を飲み込み、そのまま太陽系を食い潰そうとしたが、真シャインスパークによって内部から爆発、消滅した。

## スタッフ
本作は2部構成になっており、第1話 - 第3話とその13年後を描く第4話以降で構成される。第3話までのスタッフロールには監督という役職そのものが記載されておらず、脚本も4話までクレジットされていない。第4話からは川越淳が監督、第5話からは藤田伸三がシリーズ構成としてクレジットされている。
- 製作 - 渡辺繁、小澤達夫
- 原作 - 永井豪・石川賢
- 企画 - ダイナミック企画
- シリーズ構成 - 藤田伸三（第5話 - 第13話）
- キャラクターデザイン - 羽山賢二
- メカニカルデザイン - 山田起生
- 美術 - 荒井和浩
- 撮影 - 安津畑隆（第1話・第2話・第4話・第6話・第8話 - 第13話）（アズハタプロダクション）、遠藤泰久（第3話・第5話・第7話・第8話 - 第13話）（トランス・アーツ）
- 音響監督 - 鶴岡陽太
- 音響効果 - 神保大介
- 音楽 - 岩崎文紀
- 音楽プロデューサー - 井上俊次
- 編集 - 関一彦（ジェイ・フィルム）
- 助監督 - 佐藤豊（第2話、第4話 - 第13話）
- アシスタントプロデューサー - 水野さつき（ダイナミック企画）、小林辰与
- プロデューサー - 松本健、南喜長、小沢十光、徳原八州（ダイナミック企画）
- アニメーション制作 - ブレインズ・ベース
- 監督 - 川越淳（第4話 - 第13話）
- 製作 - バンダイビジュアル

## 主題歌
オープニングテーマ
「今がその時だ」（第2話 - 第3話）
作詞：工藤哲雄 / 作曲：千沢仁 / 編曲：岩崎文紀 / 歌：水木一郎
「HEATS」（第4話 - 第13話）
作詞：工藤哲雄 / 作曲：羽場仁志 / 編曲：須藤賢一 / 歌：影山ヒロノブ

エンディングテーマ
「約束の丘」（第1話 - 第7話）
作詞：工藤哲雄 / 作曲・編曲：岩崎文紀 / 歌：中瀬聡美 & 千葉千恵巳
「HURRY UP DREAM〜旅立ち〜」（第8話 - 第12話）
作詞：工藤哲雄 & M Rie / 作曲：M Rie / 編曲：須藤賢一 / 歌：岩永雅子
「今がその時だ」（第13話）
作詞：工藤哲雄 / 作曲：千沢仁 / 編曲：岩崎文紀 / 歌：水木一郎
2番以降を使用してのフルコーラス。

## 各話リスト
| 話数   | サブタイトル                 | 脚本     | 絵コンテ       | 演出       | 作画監督                   | 発売日 （LD・VHS版） |                |
| ------ | ---------------------------- | -------- | -------------- | ---------- | -------------------------- | -------------------- | -------------- |
| 第1話  | 復活!! 悪の要塞 早乙女研究所 | -        | 矢野博之       | 佐藤豊     | 羽山賢二 山田起生          | 1998年 8月25日       |                |
| 第2話  | 脅威!! 神か悪魔か真ドラゴン! | -        | 坂田純一       | 下司泰弘   | 村田雅彦                   | 11月25日             | 11月25日       |
| 第3話  | 日本壊滅!! さらばゲッター!   | -        | 城昌克         | 佐藤豊     | 羽山賢二 山田起生          | 11月25日             | 11月25日       |
| 第4話  | 激震!! 荒れ狂う大地!         | -        | 元永慶太郎     | 元永慶太郎 | 斉藤久                     | 12月18日             | 12月18日       |
| 第5話  | 出撃!! 新たなる戦士たち!     | 藤田伸三 | まついひとゆき | 村田雅彦   | 田村一彦                   | 12月18日             | 12月18日       |
| 第6話  | 悪夢!! 暴かれた真実!         | 藤田伸三 | 寺東克己       | 山内富夫   | 木下ゆうき                 | 1999年 1月25日       | 1999年 1月25日 |
| 第7話  | 決戦!! スーパーロボット軍団! | 藤田伸三 | 川越淳         | 下司泰弘   | 羽山賢二 山田起生          | 1999年 1月25日       | 1999年 1月25日 |
| 第8話  | 死闘!! 血に染まる氷原!       | 福嶋幸典 | まついひとゆき | 島崎奈々子 | 村田雅彦                   | 2月25日              | 2月25日        |
| 第9話  | 謀略!! 摩天楼の決闘!         | 藤田伸三 | 小林孝志       | 元永慶太郎 | 斎藤久                     | 2月25日              | 2月25日        |
| 第10話 | 降臨!! 南海を断つ邪神!       | 福嶋幸典 | 寺東克己       | 福本潔     | 三原武憲                   | 3月25日              | 3月25日        |
| 第11話 | 襲来!! 蘇る亡者たち!         | 福嶋幸典 | 矢野博之       | 佐藤豊     | 田村一彦 山田起生          | 3月25日              | 3月25日        |
| 第12話 | 戦慄!! 砕け散る魂!           | 藤田伸三 | 寺東克己       | 下司泰弘   | 村田雅彦                   | 5月25日              | 5月25日        |
| 第13話 | 閃光!! 進化の果て!           | 藤田伸三 | 川越淳         | 川越淳     | 羽山賢二 田村一彦 山田起生 | 5月25日              | 5月25日        |

DVDの収録話数は通常版とリマスターBOX版で異なり、通常版は最終巻のみ4話、他は3話収録になっているが、リマスターBOX版は2巻に相当するDisc2が4話収録になっている。

## 放送局
| 放送地域 | 放送局       | 放送期間               | 放送日時           | 放送区分       | 備考         |
| -------- | ------------ | ---------------------- | ------------------ | -------------- | ------------ |
| 日本全域 | BS11デジタル | 2008年7月5日 - 9月27日 | 土曜 24:00 - 24:30 | BSデジタル放送 | 『ANIME+』枠 |

※1999年に毎日放送のアニメシャワー枠で全話、2001年にテレビ東京にて4話以降を放送したこともあった。

## コミック
『真ゲッターロボ世界最後の日』マジンカイザー対真ゲッターロボ（漫画：Moo.念平　脚本：赤星政尚）
VHS第1巻の約1ヵ月後に発売された『不滅のスーパーロボット大全 マジンガーZからトランスフォーマー、ガンダムWまで徹底大研究』（二見書房）に収録された漫画作品。
『真ゲッターロボ世界最後の日』と付いてはいるが、内容や世界観は東映まんがまつりの設定に準拠している。
掲載誌では『真ゲッターロボ 世界最後の日』の紹介記事とセットでこの漫画が掲載された。
真ゲッターロボ!! 異聞 Try to Remember（作画：松本久志　脚本：今川泰宏）
講談社の『スーパーロボット大戦トリビュート』（全3巻）に連載された。全3話。
登場人物や用語、世界観はOVAと共通する部分もあるが、物語は別物となっている。
また、永井豪の漫画『ガクエン退屈男』の登場人物もスターシステムで登場している。

## ゲーム
ゲーム発売元が公式に本作品を“ 参戦（参加）作品 ”として発表している作品のみを記載する。
- スーパーロボット大戦シリーズ（バンプレスト / バンダイナムコエンターテインメント）
  - スーパーロボット大戦D（2003年、ゲームボーイアドバンス）
  - スパロボ学園（2009年、ニンテンドーDS）
  - 第2次スーパーロボット大戦Z 破界篇[注釈 9]（2011年、PlayStation Portable）
  - 第2次スーパーロボット大戦Z 再世篇（2012年、PlayStation Portable）
  - スーパーロボット大戦Card Chronicle（2012年、モバゲー）
  - スーパーロボット大戦Operation Extend（2013年、PlayStation Portable）
  - 第3次スーパーロボット大戦Z 時獄篇（2014年、PlayStation 3 / PlayStation Vita
  - 第3次スーパーロボット大戦Z 天獄篇（2015年、PlayStation 3 / PlayStation Vita）
  - スーパーロボット大戦V（2017年、PlayStation 4 / PlayStation Vita）
  - スーパーロボット大戦X-Ω（2017年、iOS / Android）
  - スーパーロボット大戦T（2019年、PlayStation 4 / Nintendo Switch）
  - スーパーロボット大戦DD（2019年、iOS / Android）
  - スーパーロボット大戦30（2021年、PlayStation 4 / Nintendo Switch）
- Another Century's Episode 3 THE FINAL（2007年、バンプレスト / フロム・ソフトウェア、PlayStation 2）
- 機動戦隊アイアンサーガ[注釈 10]（2020 -2021年、ゲームダッチー）

### ゲームオリジナルの登場人物・メカ
『スーパーロボット大戦X-Ω』『スーパーロボット大戦DD』に登場するオリジナルキャラクター、およびメカニック。ダイナミック企画の監修によりデザインされている。全てゲーム内での出典は「ダイナミック企画オリジナル」となっている。
リョウマ、ハヤト、ムサシ
声 - 石川英郎（リョウマ）、内田直哉（ハヤト）、辻親八（ムサシ）
ゲッターノワールのパイロットであるゲッターチーム。竜馬たちと全く同じ容姿をしているが、別人。何者かによって作られ、記憶を植え付けられたクローンである。
異時空ブレーンワールドにて、高次元意識体ブラフマーとその尖兵であるインベーダーたちと戦い続ける存在である。
ゲッターノワール1号機 / 2号機 / 3号機
全身をマントで覆った黒いゲッターロボ。他のゲッターロボのように形態変化を行うのではなく、それぞれが1つのメカとして独立している。
それぞれのゲッターノワールがゲットマシンに変形することができ、3機が合体することで「ゲッターノワール・G」となる。